# Sanguirana varians
Sanguirana varians är en groddjursart som först beskrevs av George Albert Boulenger 1894.  Sanguirana varians ingår i släktet Sanguirana och familjen egentliga grodor. Inga underarter finns listade i Catalogue of Life.